# Загадките на отец Даулинг
„Загадките на отец Даулинг“ (на английски: Father Dowling Mysteries) е американски мистериозен сериал, излъчващ се между 30 ноември 1987 г. и 2 май 1991 г. Първият сезон е излъчван по NBC, а втори и трети - по ABC. Той е базиран на едноименната книга на Ралф Макинерни, професор по философия и директор на центъра „Жак Маритан“, и Майкъл П. Грейс, професор по средновековна наука в университета „Нотр Дам“.

## Сюжет
Внимание:  Текстът по-долу разкрива сюжета на произведението (или части от него)!
Отец Франк Даулинг е католически свещеник, който разследва убийства, отвличания и други престъпления в своя град - Чикаго, Илинойс. Той е в екип със сестра Стефани „Стив“ Осковски.
Отец Филип Престуик е помощник на архиепископа и също е част от екипа.
Отец Даулинг има брат-близнак на име Блейн, който се играе от същия актьор и се появява само в 3 епизода: The Face in the Mirror Mystery, The Woman Scorned Mystery и The Fugitive Priest Mystery. Блейн е крадец, представящ се за художник. Той не се страхува от брат си заради престъпленията си.

## Актьорски състав
- Том Боузли – Отец Франк Даулинг/Блейн Даулинг
- Трейси Нелсън – Сестра Стефани „Стив“ Осковски
- Джеймс Стивънс – Отец Филип Престуик
- Мери Уикис – Мери Мъркин

## Епизоди
Първият сезон върви по NBC, а другите два – по ABC. Целият сериал съдържа 1 телевизионен филм и 42 епизода в 3 сезона. Телевизионият филм, наречен Fatal Confession е пилотен епизод на сериите и е излъчен на 1 ноември 1987.

## „Загадките на отец Даулинг“ в България
В България сериалът е излъчен за пръв път през 90-те години по Ефир 2 и Канал 1, дублиран на български.
На 3 септември 2007 г. започна излъчване по Диема, всеки делничен ден от 14:30. Дублажът е на студио Доли. В него участват артистите Лина Златева и Емил Емилов.
През 2009 г. повторенията започнаха още веднъж по Диема 2, всеки делник от 16:30 с повторение от 23:50 и завършиха през лятото.